# Kövesmocsár
Kövesmocsár (1899-ig Mocsár, szlovákul: Močiar) község Szlovákiában, a Besztercebányai kerületben, a Selmecbányai járásban.

## Fekvése
Selmecbányától 13 km-re északkeletre fekszik, a Selmeci-hegység északi fennsíkján, 690 méteres tengerszint feletti magasságban.
Keletről Zólyomkecskés és Garamberzence, északról Bezeréte, nyugaton Garamszentkereszt és rövid szakaszon Ladomérmindszent, délről pedig Teplafőszékely községekkel határos.

## Története
1305-ben "Pallude" alakban említik először, amikor Mocsári Péter (Peter de Pallude) itteni birtokát Henrich comes fiának adja el. Magyar nevének előtagját köves határáról kapta. 1388-ban Saskő várának uradalmához tartozott, ekkor "Mochar " alakban szerepel. 1536-ban 3 portája adózott. A 17. században a bányakamara igazgatása alá került. 1601-ben kocsmája és 22 háza volt. 1720-ban malom és 10 ház állt a településen. 1828-ban 60 házában 401 lakos élt. Lakói főként mezőgazdasággal és favágással foglalkoztak; később Garamszentkereszt, Selmecbánya és Bélabánya üzemeiben dolgoztak.
Vályi András szerint: "Tót falu Bars Várm. földes Ura a’ Schelmeczi Bányászi Kamara, lakosai többfélék, fekszik Hont Várm. szélénél, határja ollyan mint Jalnáé." Archiválva 2007. április 30-i dátummal a Wayback Machine-ben
Fényes Elek szerint: "Mocsár, tót falu, Bars vmegyében, Zólyom vármegye szélén: 401 kath. lak. és paroch. templommal. Köves határ. Tágas erdő. F. u. a kamara. Ut. p. Bucsa."
Bars vármegye monográfiája szerint: "Mocsár, Zólyom vármegye határán fekvő tót kisközség, 516 róm. kath. vallású lakossal. Hajdan Saskővár tartozéka volt és 1424-ben villa Machar ad castrum Saskw pertinens körülirással találjuk említve. Később azután a kincstár tulajdonába került. 1790 márczius 23-án a község teljesen leégett. E gyásznap emlékére a mocsáriak évenként még most is isteni tiszteletet tartanak. Érdekes jelenség, hogy e tűzvész óta e községben több tűzeset nem volt. Kath. templomát 1782-ben a kincstár építtette. A község postája, távirója és vasúti állomása Selmeczbánya."
A trianoni diktátumig Bars vármegye Garamszentkereszti járásához tartozott.

## Népessége
| Év:            | 1994. | 2004. | 2014.    | 2024.   |
| -------------- | ----- | ----- | -------- | ------- |
| Emberek száma: | 196   | 147   | 167      | 165     |
| Eltérés:       |       | -25 % | +13,60 % | -1,19 % |

| Év:            | 2023. | 2024.   |
| -------------- | ----- | ------- |
| Emberek száma: | 161   | 165     |
| Eltérés:       |       | +2,48 % |

1910-ben 569-en, túlnyomórészt szlovákok lakták.
2001-ben 157 szlovák lakosa volt.
2011-ben 175 lakosából 159 szlovák.

## Nevezetességei
Római katolikus temploma 1782-ben épült barokk-klasszicista stílusban.

## Külső hivatkozások
- Községinfó
- Kövesmocsár Szlovákia térképén[halott link]
- E-obce.sk Archiválva 2008. február 7-i dátummal a Wayback Machine-ben